# Hrabia Coventry

## Informacje ogólne
- Dodatkowymi tytułami hrabiego Coventry są:
  - wicehrabia Deerhurst
- Najstarszy syn hrabiego Coventry nosi tytuł wicehrabiego Deerhurst
- Rodową siedzibą hrabiów Coventry jest Croom Court w hrabstwie Worcestershire

Baronowie Coventry 1. kreacji (parostwo Anglii)
- 1628–1640: Thomas Coventry, 1. baron Coventry
- 1640–1661: Thomas Coventry, 2. baron Coventry
- 1661–1680: George Coventry, 3. baron Coventry
- 1680–1687: John Coventry, 4. baron Coventry
- 1687–1699: Thomas Coventry, 5. baron Coventry

Hrabiowie Coventry 1. kreacji (parostwo Anglii)
- 1697–1699: Thomas Coventry, 1. hrabia Coventry
- 1699–1711: Thomas Coventry, 2. hrabia Coventry
- 1711–1712: Thomas Coventry, 3. hrabia Coventry
- 1712–1719: Gilbert Coventry, 4. hrabia Coventry (wraz z jego śmiercią wygasł tytuł barona Coventry)
- 1719–1751: William Coventry, 5. hrabia Coventry
- 1751–1809: George William Coventry, 6. hrabia Coventry
- 1809–1831: George William Coventry, 7. hrabia Coventry
- 1831–1843: George William Coventry, 8. hrabia Coventry
- 1843–1930: George William Coventry, 9. hrabia Coventry
- 1930–1940: George William Reginald Victor Coventry, 10. hrabia Coventry
- 1940–2002: George William Coventry, 11. hrabia Coventry
- 2002–2004: Francis Henry Coventry, 12. hrabia Coventry
- 2004 -: Victor Gerald Coventry, 13. hrabia Coventry